# 岑河镇
岑河镇，是中华人民共和国湖北省荆州市沙市区下辖的一个乡镇级行政单位。

## 行政区划
岑河镇下辖以下地区：
南桥社区、壕桥社区、大桥社区、陈龙村、东市村、农兴村、沙口村、黄场村、王渊村、木垸村、杉木村、刘园村、定向村、三岔村、洪山村、黄家豆村、白渎村、谷湖村、西湖村、东湖村、童河村、窑湾村、张场村、岑河村、桂花村、林场村、园林场村、省畜牧良种场村、广谷苑渔场、豉湖渔场、奋强湖渔场和畜牧场。